# Puślisko

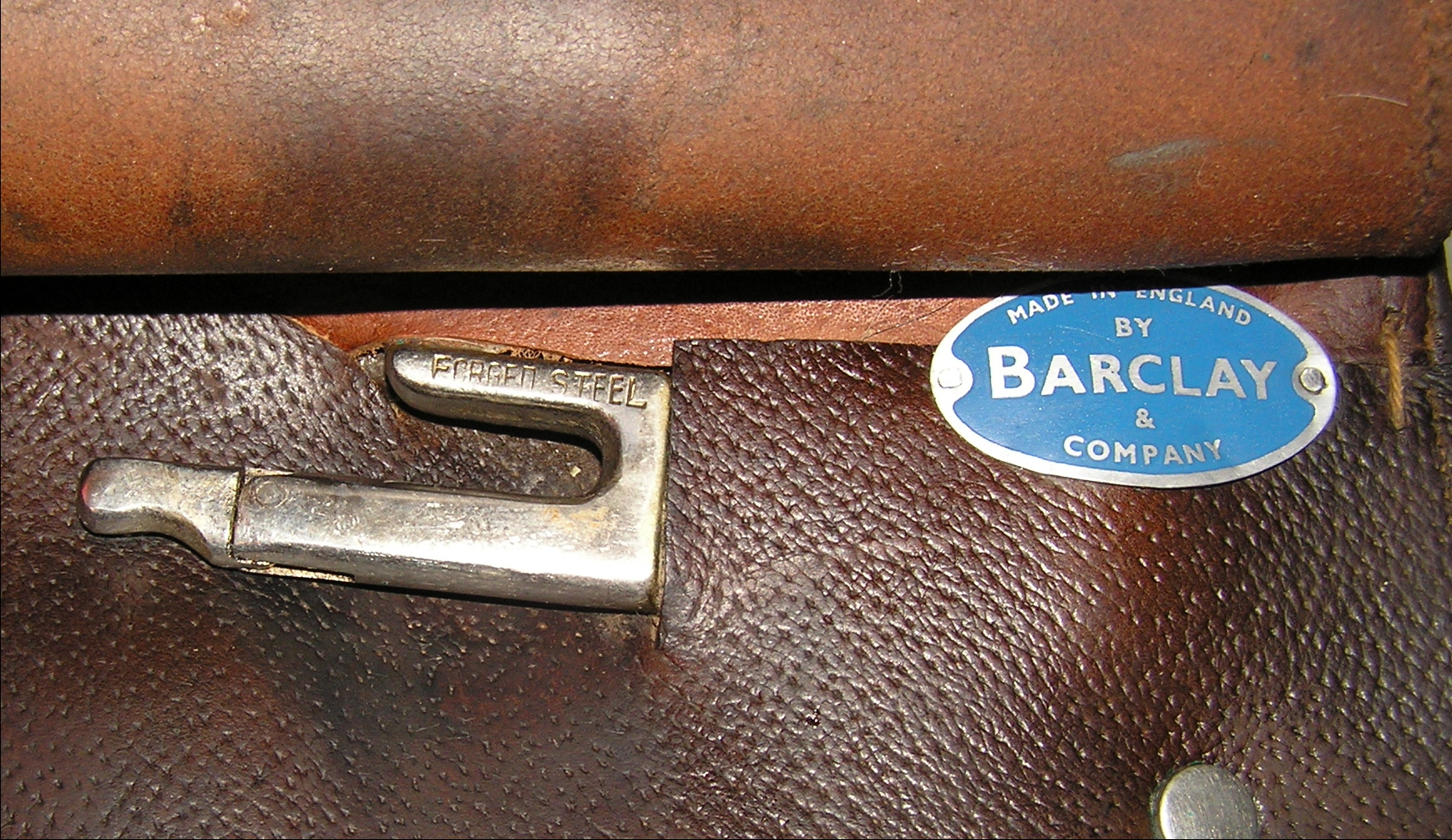
Uchwyt na puślisko przy siodle tzw. maszynka

Puśliska – skórzane paski, na których wiszą strzemiona. Puśliska do siodła przymocowane są metalowymi uchwytami, czyli tzw. maszynkami. Są one tak skonstruowane, że po silnym szarpnięciu strzemienia do tyłu, zwalniają puśliska – stanowi to zabezpieczenie jeźdźca przy upadku (zapobiega ciągnęciu go po ziemi przez konia w przypadku utkwienia nogi w strzemieniu). W siodłach typu angielskiego zaczepy na puśliska umieszczone są nad tybinkami dużymi.
Większość puślisk ma regulowaną długość, którą dopasowuje się do wzrostu jeźdźca oraz do uprawianej dyscypliny jeździeckiej. Podstawowym sposobem na jej dopasowanie jest sprawdzenie, czy przy umieszczonym pod pachą strzemieniu długość puśliska wraz ze strzemieniem równa jest długości wyprostowanego ramienia jeźdźca, dotykającego dłonią maszynki mocującej przy siodle, stojąc na wprost boku osiodłanego konia. Taka długość obydwu puślisk powinna zapewnić podstawowy komfort po wejściu na konia. Po dopasowaniu długości sprzączki puślisk muszą zostać wciągnięte tuż obok maszynek.
Stan puślisk należy kontrolować, ponieważ zerwanie przetartego puśliska może grozić niebezpiecznym upadkiem z konia.